# Lucien Jasseron
Lucien Jasseron (* 29. Dezember 1913 in Saint-Leu, heute Béthioua, Provinz Oran; † 15. November 1999 in Strasbourg) war ein französischer Fußballspieler und -trainer. Er hat in beiden Rollen den französischen Pokal gewonnen.

## Spielerkarriere
Lucien Jasseron wuchs in Batna im damals noch französischen Algerien auf, wo er auch mit dem Fußballsport begann. Nach Genesung von einer schweren Lungenentzündung vertrat er die Farben des RU Algier, wo er unter anderem gemeinsam mit Albert Camus in einer Mannschaft stand. 1935 wurde er mit dem Verein Nordafrikameister. 1936 wechselte er nach Europa zum Le Havre AC, der in der professionellen zweiten Division antrat; mit dieser Mannschaft gelang dem Außenläufer 1938 der Aufstieg in die höchste Spielklasse. In derselben Saison gelang dem Team immerhin der Einzug ins Pokalhalbfinale, und Jasseron wurde im Sommer des Jahres in den Nationalmannschaftskader berufen; auf sein erstes Spiel im blauen Trikot sollte er allerdings noch fast sieben Jahre warten müssen (siehe unten). 1940 unterbrachen der deutsche Einmarsch und die folgende Teilung Frankreichs seine sportliche Laufbahn.
Ab 1944 tauchte der Spieler in den Reihen des Racing Club Paris auf, mit dem er trotz starker Mitspieler wie Auguste Jordan, Maurice Dupuis, Oscar Heisserer oder Ernest Vaast zwar auch keinen Landesmeistertitel gewinnen konnte. Im Pokalwettbewerb allerdings erreichte Racing 1945 das Endspiel und bezwang darin den Lille OSC mit 3:0. Nahezu zeitgleich zu seinem ersten Titel wurde Lucien Jasseron auch in der A-Nationalelf eingesetzt. Seine Karriere bei dem Hauptstadtverein wie als Profifußballer insgesamt endete jedoch nur ein Jahr später.

### Spielerstationen
- in Batna (als Jugendlicher)
- Racing Universitaire d’Alger (spätestens 1934–1936)
- Le Havre Athletic Club (1936–1940, davon 1936–1938 in D2)
- Racing Club de Paris (1944–1946)

## In der Nationalmannschaft
Lucien Jasseron war einer von zwei Spielern des Erstligaaufsteigers aus Le Havre, die im französischen Aufgebot für die Weltmeisterschaftsendrunde 1938 standen; bei diesem Turnier wurden dann aber nur Jean Bastien und Raoul Diagne auf den Außenläuferpositionen eingesetzt. Später verhinderte der Krieg über viele Jahre, dass Jasseron seine Chance bekam, zumal Frankreich zwischen Sommer 1939 und Anfang 1945 lediglich vier A-Länderspiele austrug.
Im April bzw. Mai 1945 kam er doch noch zu zwei Einsätzen in der A-Nationalmannschaft. Beim 0:1 in Lausanne gegen die Schweiz bildete er gemeinsam mit Jules Bigot das Außenläuferpaar. Anschließend stand er auch beim 2:2 gegen England auf dem Rasen des Wembley-Stadions und hatte so Anteil an der noch heute zu den großen französischen Erfolgen gerechneten „Eroberung des heiligen Tempels“.

## Trainerkarriere
Erst 1957 kehrte Lucien Jasseron in den Profifußball zurück – wie als Spieler, so auch als Trainer bei Le Havre AC in der zweiten Division. Zwei Jahre darauf feierte er mit der Mannschaft den doppelten Erfolg des Erstligaaufstiegs und des Pokalgewinns. Zwar benötigte seine Elf dafür 210 Endspielminuten gegen den FC Sochaux – 2:2 n. V. und 3:0 in der Wiederholungspartie –, aber damit schrieben sich die Spieler und ihr Trainer in das „Buch der Rekorde“ der Coupe de France ein, denn nie zuvor war es einem unterklassigen Verein gelungen, diesen Wettbewerb zu gewinnen. In der folgenden Saison gelangte Le Havre erneut bis ins Halbfinale, konnte seinen Titel aber nicht verteidigen. 1962 stieg Jasserons Team in die Division 2 ab. Zum Jahreswechsel verließ er die Normandie und arbeitete ab Januar 1963 bei Olympique Lyon. Olympique beendete die folgenden drei Saisons jeweils in der Spitzengruppe der ersten Liga, aber auch hier war Jasseron im Pokal erfolgreicher als in der Meisterschaft. 1963 musste der Verein sich noch der AS Monaco beugen (0:0 n. V. und 0:2 im Endspiel), aber im Jahr darauf holte OL nach einem 2:0-Finalsieg über Girondins Bordeaux den ersten Titel seiner Vereinsgeschichte.
1965/66 lief es dort trotz einer Reihe von Nationalspielern wie Marcel Aubour, Jean Djorkaeff und Fleury Di Nallo erstmals schlechter: Lyon rangierte am Saisonende nur knapp oberhalb der Abstiegsplätze. Daraufhin ersetzte der Klub seinen Trainer durch Louis Hon, während Jasseron in England als Assistent von Henri Guérin die A-Nationalelf bei der WM 1966 betreute. Anschließend nahm er ein Engagement beim korsischen Zweitdivisionär SEC Bastia an. Auch dort gelang Lucien Jasseron nach zwei Jahren der Aufstieg, an dem er 1967 noch knapp in den Barrages gescheitert war. Obwohl Bastia eine gute Erstligasaison spielte und am Ende Tabellensechster wurde, endete die Jasserons Arbeit dort vorzeitig: im Februar 1969 betreute er zum letzten Mal eine Profimannschaft.
Anschließend ließ er sich nahe Lyon nieder. Elf Jahre später betreute er noch einmal einen Amateurverein aus Villefranche-sur-Saône. Lucien Jasseron ist 1999, kurz vor Vollendung seines 86. Lebensjahres, gestorben.

### Trainerstationen
- Le Havre Athletic Club (1957–Dezember 1962, davon 1957–1959 und 1962/63 [Hinrunde] in D2)
- Olympique Lyonnais (Januar 1963–1966)
- Französische Nationalmannschaft (als Trainerassistent bei der WM 1966)
- Sporting Étoile Club Bastiais (1966–Februar 1969, davon 1966–1968 in D2)
- Football Club de Villefranche-sur-Saône (1980/81, Amateurligist)

## Palmarès

### Als Spieler
- Französischer Pokalsieger: 1945
- Nordafrikameister: 1935
- 2 A-Länderspiele (kein Treffer) für Frankreich; WM-Teilnehmer 1938 (ohne Einsatz)

### Als Trainer
- Französischer Meister: Fehlanzeige
- Französischer Pokalsieger: 1959, 1964 (und Finalist 1963)
- Trainerassistent bei der WM 1966
- 11 Europapokalspiele mit Lyon[6]